# Ourémai
Ourémaï (ou Orémaï) est une ville et une sous-préfecture de Guinée, rattachée à la préfecture de Macenta et la région de Nzérékoré. 

## Population
En 2016, le nombre d'habitants est estimé à 9 628, à partir d'une extrapolation officielle du recensement de 2014 qui en avait dénombré 9 002 .